# 조도초등학교 대마분교
조도초등학교 대마분교는 대한민국 전라남도 진도군에 있는 공립 초등학교이다.

## 학교 연혁
- 1950년 1월 11일 조도국민학교 대마분교장 설립인가

## 참고 자료
- 조도초등학교대마분교장 - 한국교육학술정보원 학교알리미